# Колотова, Валентина Максимовна
Валентина Максимовна Колотова (23 января 1948 — 29 марта 2002) — передовик советской текстильной промышленности, швея-мотористка швейного объединения «Заря» Министерства текстильной промышленности РСФСР, город Киров, полный кавалер ордена Трудовой Славы (1986).

## Биография
Родилась 23 января 1948 года в деревне Растригино (ныне не существует) Кирово-Чепецкого района Кировской области. В 1966 году в посёлке Лянгасово окончила школу № 26.
Трудоустроилась на Кировское швейное объединение «Заря» в цех № 1 ученицей швеи. Быстро освоила профессию, научилась качественно выполнять продукцию, изучила весь комплекс операций по пошиву женского шёлкового белья. Нормы выработки составила на 140—160 %. Девятую пятилетку завершила за 4 года 2 месяца, а следующую за 4 года.
Указом Президиума Верховного Совета СССР от 21 апреля 1975 года была награждена орденом Трудовой Славы III степени.
Указом Президиума Верховного Совета СССР от 17 марта 1981 года была награждена орденом Трудовой Славы II степени.
В годы 11-й пятилетки только за 4 года выполнила восемь годовых норм. В 1985 году приспособилась к работе на новой машине, годовую норму выполнила на 146,6 %.
Указом Президиума Верховного Совета СССР от 23 мая 1986 года за успехи, достигнутые при выполнении плана и социалистических обязательств, за разработку и внедрения новых технологий и личный вклад в текстильную промышленность была награждена орденом Трудовой Славы I степени, став полным кавалером ордена Трудовой Славы.
Избиралась депутатом Первомайского районного Совета депутатов, была делегатом XXVII съезда КПСС. В 1988 году была избрана председателем совета трудового коллектива. Одновременно продолжала выполнять задания как швея-моторист.
Проживала в городе Кирове. После продолжительной тяжёлой болезни умерла 29 марта 2002 года.

## Награды и звания
- Орден Трудовой Славы I степени (23.05.1986)
- Орден Трудовой Славы II степени (17.06.1981)
- Орден Трудовой Славы III степени (21.04.1975)
- медали